# Ludwig Meinardus
Ludwig Siegfried Meinardus, né le 17 septembre 1827 à Wangerland, dans le quartier de Hooksiel et mort le 10 juillet 1896 à Bielefeld, est un compositeur, chef d'orchestre et écrivain sur la musique allemand.

## Biographie
Ludwig Meinardus grandi à Jever au bord de la mer du Nord, et est éduqué au lycée Marie local. Robert Schumann lui conseille de se concentrer sur la composition musicale. En 1846, il s'inscrit au Conservatoire de Leipzig, mais dès 1847, avant la fin de ses études Meinardus quitte le conservatoire préférant suivre des cours privés avec Riccius et Adolf Bernhard Marx.
Après de longue années en tant que professeur privé et compositeur bénévole, notamment à Berlin, il se déplace en 1853 à Glogau en province de Silésie, où il est directeur musical de l'académie de chant locale, jusqu'en 1865.
En 1850 Meinardus compose son opus 1, une Novelle pour piano, publié à Leipzig, juste avant la rencontre avec Franz Liszt à Weimar. Liszt est resté en lien amical avec lui, par exemple pour la création de l'oratorio « Luther  à Worms » en 1874, son œuvre la plus célèbre.
En 1865 il s'installe à Dresde en tant que professeur privat-docent au conservatoire. En 1874 il est correspondant pour la presse musicale de Hambourg (Hamburger Korrespondent). Dès lors, l'activité littéraire de Meinardus se renforce, comme le montre la populaire biographie de Mozart en 1883. C'est la même année, que l'oratorio Luther in Worms gagna sa notoriété internationale, rendant ainsi l'œuvre de Meinardus durable et son image de compositeur d'oratorios.
Il passe ses dernières années, à partir de 1887, comme directeur d'une chorale et organiste à Bielefeld . Un an avant sa mort, il publie un roman, « Eigene Wege » (1896), avec lequel il ouvrait de nouveaux chemins littéraire. Dès 1874 il écrivait, « Ein Jugendleben » une autobiographie en deux volumes (Gotha, 1874) qui est considérée comme une source précieuse pour Schumann et Mendelssohn.

## Œuvres
L'œuvre de Meinardus comporte 48 opus imprimés, principalement des Lieder et de la Musique de chambre ainsi que des oratorios. Deux symphonies (c. 1875, 1879) et deux opéras en fragments sont restés inédites.
Les manuscrits musicaux et littéraires de Meinardus sont conservés à la Bibliothèque de l'Université de Göttingen.

### Compositions

#### Piano
- Novelle en ut mineur, pour piano, op. 1

#### Musique de chambre
- Duos pour violon et piano, op. 5 et op. 12 (éd. Leuckart 1856, 1862)
- Duo pour violoncelle et piano, op. 32 (éd. Cranz, 1870)
- Quintette avec piano, op. 42 (éd. Siegel 1884)
- Quatuors à cordes, op. 34 et op. 43 (éd. Heinze 1871, Siegel 1885)
- Trio avec piano, op. 40 (éd. Böhme 1877)

#### Oratorios
- Simon Petrus op. 23 (1857)
- Gideon (1862)
- König Salomo op. 25 (1862/63) – Réédition en 2010 chez Renaissance Musik Verlag
- Luther in Worms (1874)

### Œuvres littéraires
- Des einigen Deutschen Reiches Musikzustände (1872)
- Rückblicke auf die Anfänge des Deutschen Oper in Hamburg (1878)
- Mattheson und seine Verdienste um die deutsche Tonkunst (1879)
- Mozart. Ein Künstlerleben (1883)
- Die Deutsche Tonkunst (1888)
- Klassizität und Romantik in der deutschen Tonkunst (1893)

## Discographie
- Luther In Worms - Concerto Köln, dir. Hermann Max (26–29 septembre 2013, 2CD CPO 777 540-2)
- König Salomo op. 25 – Enregistrement de concert de la première interprétation après 130 années[2]